# Balogh József (jezsuita iskolaigazgató)
Balogh József (Szombathely, 1715. október 14. – Kőszeg, 1771. május 26.) jezsuita gimnáziumi tanár, igazgató.

## Élete
1732-ben a jezsuita rendbe lépett; a bölcseletet és hittudományokat Kassán hallgatta. Tanított Kassán, Győrött és Kolozsvárott. 1748-ban Kálnoky lovasezredénél, 1751-től Vécsey gyalogságánál volt tábori lelkész. Ezután 1757-ben a magyar ajkú győrieknek lett hitszónokává. 1758-tól Gyöngyösön volt házfőnök, 1766-tól pedig a kőszegi középiskolát igazgatta.

## Munkái
Rendtársának Bourdalouenak 12 kötetnyi egyházi beszédeit magyarra fordította és már sajtó alá készítette, midőn a kiadásban közbejött halála megakadályozta. Kézirata a kalocsai főegyházi könyvtárban van.